# Кыштымская авария
Кышты́мская авария (или Кыштымская катастрофа, или Радиационная авария на ПО «Маяк» 1957 г.) — одна из первых в СССР радиационная чрезвычайная ситуация техногенного характера (взрывной выброс радиоактивных веществ), произошедшая 29 сентября 1957 года на химкомбинате «Маяк» в закрытом городе Челябинск-40 (ныне Озёрск).
Взрыв стал следствием нарушения режима охлаждения ёмкости хранения радиоактивных отходов. Авария относится к тяжёлой, по современной международной классификации радиационных инцидентов и аварий МАГАТЭ соответствует 6-му уровню из 7 возможных, с последствиями, повлёкшими необходимость применения мер радиационной защиты населения в локальном масштабе. Уступает лишь авариям на ЧАЭС и Фукусима-1, произошедшим значительно позднее.

## Название
Название города в советское время употреблялось только в секретной переписке и отсутствовало на общедоступных картах, поэтому авария и получила название «кыштымской» по ближайшему к Озёрску городу Кыштым, обозначенному на картах.

## Предшествующая обстановка

Герб города Озёрск

9 апреля 1945 года Правительством СССР было принято постановление о строительстве завода № 817 для производства атомной бомбы в Челябинской области. В июне 1948 года первый в Евразии промышленный ядерный реактор «А-1» достиг проектной мощности. В январе 1949 года запущен радиохимический завод по выделению и переработке плутония. В феврале 1949 был запущен химико-металлургический завод по производству ядерного заряда. В дальнейшем на предприятии производились также источники ионизирующего излучения для других целей и ядерное топливо для атомных электростанций. С 2003 года предприятие перепрофилировано как Российское хранилище делящихся материалов (РХДМ) для переработки и хранения радиоактивных отходов. С 1949 года в открытые водоёмы производились плановые и аварийные сбросы средне- и малоактивных технологических жидких радиоактивных отходов производства. Так, в 1949—1951 годах сбросы производились в реку Теча, значительно её радиоактивно загрязнив. С накоплением знаний и опыта об опасности радиации часть жидких отходов начали сливать не в реку, а в бессточное озеро Карачай, впоследствии законсервированное ввиду угрозы широкомасштабного радиационного загрязнения (консервация производилась с 1973 по 2015 годы). Кроме того, вследствие несовершенства технологии очистки воздуха имели место и выбросы в атмосферу газов и аэрозолей, содержащих иод-131 и радиоактивные изотопы инертных газов (в частности аргон-41), которые обнаруживались в радиусе до 70 км от ПО «Маяк». Высокоактивные радиоактивные отходы хранились на специальных площадках предприятия в закрытых специально оборудованных ёмкостях.
Взрыв произошёл в одной из таких ёмкостей для хранения высокоактивных радиоактивных отходов, построенной в 1950-х годах. Работы по строительству ёмкостей выполнялись под руководством главного механика Аркадия Александровича Казутова (1914—1994), главным инженером строительства «Маяка» в то время был В. А. Сапрыкин. Сами ёмкости представляют собой цилиндры из нержавеющей стали в бетонной рубашке.
Технология строительства этого хранилища была следующая: в котловане диаметром около 18-20 метров и глубиной 10-12 метров на дне и стенах с частым шагом закреплялась арматура, заливалась бетоном; в результате толщина бетонных стенок получается примерно один метр. После этого внутри сваркой отдельными царгами из нержавеющей стали собиралась сама ёмкость для отходов. Поверх строился купол на радиальных металлических фермах, которые в центре крепились к металлическому цилиндру диаметром до 1,5 метров. Над этими фермами бетоном высших марок заливалась крышка толщиной около метра. Поверх сооружения насыпался слой земли толщиной в два метра. Затем, для маскировки, укладывался зелёный дёрн.
В прочности этой конструкции на момент строительства не было никаких сомнений, что показывает диалог Казутова и В. А. Сапрыкина на строительстве хранилищ отработанного топлива:

Помню встречу, когда главный инженер Василий Сапрыкин приехал осмотреть хранилище. Это было днём, сильно грело солнце. Он спросил меня, улыбаясь:
— А не завалится под собственным весом?
Я, шутя, ответил:
— Можете ещё догрузить паровозом с загруженным тендером.
Василий Андреевич над шуткой посмеялся, а потом задумчиво и, как мне показалось, с лёгкой тревогой произнёс:
— Кто знает, какая сила нужна, чтобы разрушить это?
— А. А. Казутов
По другим данным, хранилище радиоактивных отходов представляло собой заглубленные в грунт бетонные сооружения с двумя рядами цилиндрических емкостей-хранилищ из нержавеющей стали высотой 6 метров, наружным диаметром 8 метров и толщиной стенок 13 мм; всего емкостей было 20, рассчитаны они были на 300 м3 содержимого каждая. Каждая емкость находилась в отдельном бетонном каньоне диаметром 9, глубиной 7,4 м, с толщиной боковых стенок 0,8-1,2 м и верхним накрытием железобетонной плитой толщиной 0,8 м и массой 160 т, присыпанной грунтом 1-1,5 м. Комплекс имел циркуляционное водяное охлаждение, вентиляцию, контрольно-измерительную аппаратуру уровней заполнения, охлаждающей воды, температуры.
Заполнение банки № 14 отходами радиоактивного производства происходило с 9 марта по 10 апреля 1957 года, было залито 256 м3, в основном NaNO3, NaOAc.

## Взрыв и образование радиоактивного следа
Из-за выхода из строя системы охлаждения произошёл взрыв ёмкости объёмом 300 м3, где содержалось около 70—80 тонн к тому времени высохших высокорадиоактивных отходов (первоначально было около 256 м3 жидких отходов: изотопы стронций-90, цезий-137, церий-144, цирконий-95, ниобий-95, рутений-106). Наиболее вероятной была следующая последовательность развития аварийного процесса — возникновение неисправности приборов контроля температуры и уровня охлаждающей воды, сокращение или прекращение подачи охлаждающей воды к емкости с радиоактивными отходами, повышение температуры содержимого емкости, повлекшее выпаривание воды вплоть до превращения содержимого в сухой остаток, и взрыв сухого остатка по точно не установленным инициирующим причинам . Оценки 1997 года за наиболее вероятную причину взрыва приняли спонтанный тепловой взрыв сухого остатка — химически активной смеси — нагревание которого возможно инициировало в нём окислительно-восстановительные процессы с выделением газообразных продуктов, при нагревании такая смесь могла вести себя как взрывчатое вещество. Причиной взрыва могла стать и электрическая искра в неисправных токопроводящих цепях.
По заключению комиссии Министерства среднего машиностроения от 11 октября 1957 года мощность взрыва составила 25-29 т в тротиловом эквиваленте (ТНТ), современные оценки на основе анализа степени разрушения на ближней территории площадки дают от 8 до 170 т.
Взрывом была полностью разрушена ёмкость № 14, на её месте образовалась воронка глубиной около 10 м и диаметром около 20 м, листы корпуса ёмкости разлетелись на расстояние до 150 м. Бетонная крышка была отброшена на расстояние более 20 м (без заметных её повреждений), на расстояния до 1 м были сдвинуты перекрытия соседних каньонов № 7 и № 13. На расстоянии до 1 км было полностью разрушено остекление зданий. Взрыв привёл к остановке работы комплекса «С-3» и осложнению работы всего комплекса предприятия «Маяк».
В атмосферу из разрушенной ёмкости было выброшено около 20 млн. кюри радиоактивных веществ в виде крупнодисперсных аэрозолей, газов и механических взвесей. Перемещение образовавшегося облака продуктов взрыва происходило в направлении северо-северо-восток, по современным оценкам высота подъёма продуктов взрыва могла достигнуть 1100 м. Около 90 % выброса осели на промышленной площадке, остальное — в прилегающем районе на территории Челябинской, Свердловской и Тюменской областей (т. н. Восточно-Уральский радиоактивный след (ВУРС)). Масштабы последствий были определены в начале 1958 года — радиоактивному заражению подверглась довольно узкая зона шириной 20-40 км и протяжённостью до 300 км, основную долю радиоактивности давали γ-излучающие 144Ce, 95Zr, 106Ru, при относительно небольшом вкладе долгоживущего 90Sr.
На территории с плотностью радиоактивного загрязнения свыше 2 Ки/км² проживало более 10 000 человек, с плотностью свыше 100 Ки/км² — около 2100 человек, всего в зоне ВУРС проживало около 270 000 человек.
| Изотоп | T½        | Излучение при распаде | Продукты распада*                                                                       | Доля в выбросе, % |
| --- | --------- | --------------------- | --------------------------------------------------------------------------------------- | ----------------- |
| церий-144 | 285 сут   | β-, γ-, α-            | празеодим-144 (17,5 мин / β-) → неодим-144 (2,3⋅1015 лет / α-) → церий-140 (стабильный) | 66                |
| цирконий-95 | 64 сут    | β-, γ-                | ниобий-95 (35 сут / β-) → молибден-95 (стабильный)                                      | 25                |
| стронций-90 | 28,8 лет  | β-                    | иттрий-90 (64,1 ч / β-, γ-) → цирконий-90 (стабильный)                                  | 5                 |
| цезий-137 | 30,17 лет | β-, γ-                | барий-137 (стабильный)                                                                  |                   |
| ниобий-95 | 35 сут    | β-                    | молибден-95 (стабильный)                                                                |                   |
| рутений-106 | 374 сут   | β-                    | родий-106 (29,8 с / β-, γ-) → палладий-106 (стабильный)                                 |                   |
| * «→» — дальнейший распад образовавшегося нестабильного продукта деления, в скобках указаны T½ и излучение при распаде |           |                       |                                                                                         |                   |

### Хроника образования ВУРС
По Толстикову:
- 29 сентября 1957 года (воскресенье) — 16 часов 22 минуты по местному времени. Произошёл взрыв банки № 14 комплекса «С-3».
  - 19 часов 20 минут. Воздушные массы из района химкомбината двигались в направлении села Багаряк и города Каменск-Уральский Свердловской области.
  - 22 часа вечера или 00:00 30 сентября. Радиоактивное облако достигло территории Тюменской области.
  - Около 23 часов было замечено странное свечение в небе; основными цветами этого свечения были розовый и светло-голубой. Свечение вначале охватывало значительную часть юго-западной и северо-восточной поверхности небосклона, далее его можно было наблюдать в северо-западном направлении.
- 30 сентября — 3 часа ночи. Полностью завершён процесс формирования радиоактивного следа (без учёта последующей миграции).

### Версии причин происшествия

#### Официальная
11 октября 1957 года была создана специальная техническая комиссия по установлению причин взрыва. В её состав вошли 11 человек, в основном учёные, специалисты атомной отрасли, такие как Н. А. Бах, И. Ф. Жежерун, Б. П. Никольский и другие. Председателем комиссии был назначен химик, член-корреспондент АН СССР В. В. Фомин. Поначалу членами комиссии по расследованию причин аварии были выдвинуты три возможные её причины — ядерная цепная реакция на плутоний, взрыв гремучего газа, взрыв образовавшихся при испарении воды из радиоактивных отходов сухих солей нитратов и ацетатов натрия. Первые две были исключены проведёнными расчётами.
Комплекс, в который входила взорвавшаяся ёмкость, представлял собой заглублённое бетонное сооружение с ячейками — каньонами для ёмкостей из нержавеющей стали объёмом 250 м3 каждая. В ёмкостях складировались жидкие высокорадиоактивные отходы химкомбината «Маяк». Из-за высокой радиоактивности их содержимое выделяет тепло, и по технологии ёмкости постоянно охлаждаются циркулирующей водой. В 1956 году в одном из контейнеров охлаждающие трубки стали подтекать и были отключены. Прошло больше года без попыток исправить повреждения, отходы стали подсыхать в результате индуцируемого ими тепла, при этом сильновзрывчатые нитратные и ацетатные соли собирались на поверхности. От случайной искры произошла детонация солей, мощность произошедшего взрыва оценивается по воронке и разрушениям в 70-100 тонн тринитротолуола.

#### Альтернативная
Другая версия гласит, что в бак-испаритель с горячим раствором нитрата плутония по ошибке добавили раствор оксалата плутония. При окислении оксалата нитратом выделилось большое количество энергии, что привело к перегреву и взрыву ёмкости, содержащей радиоактивную смесь.

### Масштабы происшествия
В 4 часа утра 30 сентября 1957 года на промышленной площадке была произведена первая грубая оценка уровня радиационного заражения. С 30 сентября начато изучение радиационной обстановки за пределами комбината и города Челябинск-40. Первые же измерения загрязнённости, произведённые в близлежащих населённых пунктах, которые накрыло радиоактивное облако, показали, что последствия радиационной аварии очень серьёзные. Так, мощность экспозиционной дозы в Сатлыково (18 км) составила до 300 мкР/с, в Галикаево (23 км) — до 170 мкР/с, в Юго-Конёво (55 км) — до 6 мкР/с (= 21 600 мкР/час).
В зоне радиационного загрязнения оказалась территория нескольких предприятий комбината «Маяк», военный городок, пожарная часть, колония заключённых и далее территория площадью 23 000 км² с населением 270 000 человек в 217 населённых пунктах трёх областей: Челябинской, Свердловской и Тюменской. Сам Челябинск-40 непосредственно от выпадения радионуклидов не пострадал (оказался с наветренной стороны). 90 % радиационных загрязнений выпали на территории химкомбината «Маяк», а остальная часть рассеялась дальше.
Вследствие наибольшей продолжительности распада стронция-90 и его аккумуляции в костях, оценка велась по нему; зоной общего заражения была принята территория, ограниченная изолинией, где уровень β-активности по нему превышал фоновый в 2 раза с учётом погрешности измерений и равнялся 0,1 Ки/км², что равнялось 4 Ки/км² по суммарной β-активности выпавших изотопов. Территория, официально считаемая радиационно загрязнённой и требующей защиты населения от радиации, была принята с уровнем 2 Ки/км² по стронцию-90 и составляла 1000 км², представляя собой зону длиной 105 км при ширине 4-6 км. У промплощадки же загрязнение составляло 4000-150 000 Ки/км² по общей β-активности.
2 октября 1957 года, на третий день после аварии, из Москвы прибыла комиссия, созданная Министерством среднего машиностроения, во главе с министром Е. П. Славским. Задачей комиссии было выяснение причины взрыва, но по прибытии на место сложность ситуации с загрязнением территории, неизученность данной проблемы в населённой местности с развитым сельским хозяйством потребовала изучения и принятия решений по множеству других вопросов. Вследствие этого были подключены 3-е Главное управление Минздрава СССР и Минсельхоз СССР. Общее руководство осуществлял Совет министров СССР. Также были задействованы и исполкомы Челябинской и Свердловской областей. В мае 1958 года в 12 км от Челябинска-40 для изучения сельскохозяйственного производства на территории ВУРСа (в посёлке Метлино) была создана Опытная научно-исследовательская биогеоценологическая станция в качестве структурного подразделения ПО «Маяк». В городе Челябинске был организован филиал Ленинградского НИИ радиационной гигиены (ныне Санкт-Петербургский НИИ радиационной гигиены им. П. В. Рамзаева Роспотребнадзора), а также комплексная сельскохозяйственная научно-исследовательская радиологическая лаборатория (ныне Уральский отдел ФГБНУ «ВНИИВСГЭ — филиал ФГБНУ ФНЦ ВИЭВ РАН»). В декабре 1962 года образован в городе Челябинске филиал № 4 (ныне ФГБУН «УНПЦ РМ ФМБА России») Института биофизики Минздрава СССР (ныне ГНЦ «ФМБЦ им. А. И. Бурназяна ФМБА России»). Сотрудники этого закрытого научного учреждения проводили медицинское обследование населения в районе реки Течи, а также на территории ВУРСа, вели исследовательскую работу. К решению вопросов, связанных с радиационным загрязнением, влиянием его на здоровье человека, на живую природу, выработкой мер защиты, определением безопасных уровней длительного воздействия ионизирующего излучения, реабилитацией территории, в том числе возможностью использования её для сельскохозяйственных нужд, привлекался целый ряд НИИ, среди которых были Институт биофизики АМН СССР, Институт биофизики Минздрава СССР, Институт прикладной геофизики, Тимирязевская академия, МГУ, Агрофизический институт ВАСХНИЛ, Почвенный институт Минсельхоза СССР, Лаборатория лесоведения АН СССР, ВНИИ экспериментальной ветеринарии и другие.
Социально-экологические и экономические последствия аварии оказались очень серьёзными. Тысячи людей были вынуждены покинуть места своего проживания, многие другие остались жить на загрязнённой радионуклидами территории в условиях долговременного ограничения хозяйственной деятельности. Положение значительно осложнялось тем, что в результате аварии радиоактивному загрязнению подверглись водоёмы, пастбища, леса и пашни. Были исключены из оборота 106 000 гектаров сельскохозяйственных (54 % из них) и лесных угодий. Были закрыты предприятия лёгкой и рыбной (на пресноводных и солёных озёрах) промышленности, Коневский и Боевский рудники, имевшие стратегическое значение. Был дополнительно радиоактивно загрязнён водосборный бассейн верховья до этого и так уже загрязнённой реки Течи, также в зону ВУРС попали значительные территории водосборных бассейнов верховьев рек Синара и Пышма, среднего течения реки Исети выше по течению до впадения в неё Синары и Течи (все 4 — бассейн нижнего течения реки Тобол).
При аварии подверглось воздействию радиации 1007 человек личного состава внутренних войск МВД СССР, осуществлявших охрану объектов атомной промышленности, из них 12 военнослужащих, получивших облучение свыше 50 рентген, были госпитализированы, а 63 военнослужащих, получивших облучение от 10 до 50 рентген, помещены под постоянное медицинское наблюдение.

#### Перечень населённых пунктов, подвергшихся радиоактивному загрязнению вследствие аварии
В ходе ликвидации последствий аварий в 1957—1960 годах были отселены и захоронены следующие 23 населённых пункта:
Челябинская область
- в Каслинском районе: Алабуга, Бердениш, Боёвка (Боевское)**, Брюханово**, Гусево**, Игиш, Кожакуль*, Кривошеино**, Малое Трошково, Малое Шабурово**, Мельниково**, Метлино (Ворошиловский совхоз (Совхоз № 2))*, Сатлыкова, Скориново**, Трошково, Юго-Конёво (включая п. Коневского вольфрамового рудника)**, Фадино** (* — на тот момент входили в состав Кунашакского района; ** — на тот момент входили в состав упразднённого Багарякского района);
- в Кунашакском районе: Галикаева, Кирпичики, Русская Караболка (на тот момент все 3 входили в состав Каслинского района);

Свердловская область
- в Каменском районе: Клюкино (Евсюково), Тыгиш*, Четыркино* (* — на тот момент входили в состав упразднённого Покровского района).

Населённые пункты, подвергшиеся радиоактивному загрязнению вследствие сбросов радиоактивных отходов в реку Теча, жители которых были эвакуированы (отселены) в 1959—1962 годах:
Челябинская область
- в Аргаяшском районе: Новое Асанова, Теча-Брод, Назарово, Старое Асанова, Лесные Поляны (Соловьи);
- в Каслинском районе: Метлино;
- в Красноармейском районе: Бакланово, Бродокалмак*, Ветродуйка, Осолодка, Нижне-Петропавловское*, Паново, Черепаново (* — эвакуация (переселение) жителей произведена частично);
- в Кунашакском районе: Заманиха, Курманово, Карпино, Муслюмово*, пос. Подсобного хозяйства треста № 42, пос. Течинской геолого-разведочной партии;
- в Сосновском районе: Большое Исаево, Герасимовка, Ибрагимово, Надырово, Надыров Мост, Малое Таскино, Кыштымский район, Татыш (совхоз № 1);

Курганская область
- в Далматовском районе: Ганино, Дубасово (Ясная Поляна), Затеченское*, Ключевское*, Марково, Першино*, Чигинева* (* — эвакуация (переселение) жителей произведена частично);
- в Катайском районе: Анчугово*, Бугаево*, Лобаново*, Н.Белоярка, Прогресс, Шутиха* (* — эвакуация (переселение) жителей произведена частично).

В зоне ВУРС оказались и части основной автодороги (ныне «Подъезд к Екатеринбургу федеральной автомобильной дороги М5 „Урал“», северо-восточная часть Восточно-Уральского заповедника примыкает к дороге) между Челябинском и Екатеринбургом (тогда Свердловск) и железнодорожной ветки Чурилово — Каменск-Уральский (тогда Синарская), по которой осуществляется часть пассажирского движения от Челябинска в направлении Екатеринбурга и Тюмени, и обратно. Обе дороги также пересекают реку Течу по автомобильному и железнодорожному мостам.
Результаты многолетних наблюдений и исследований в зоне ВУРС и в Теченско-Тоболо-Иртышском бассейне рек в последующем имели немалое значение в разработке нормативов безопасных уровней радиоактивного излучения, мероприятий по ликвидации последствий радиоактивного заражения, в развитии радиобиологии, радиационной медицины и гигиены, которые также были применены при ликвидации последствий аварии на Чернобыльской АЭС, но вследствие засекреченности и ограниченного доступа запоздало и не в полном объёме. Общий экономический ущерб, понесённый только в зоне ВУРС (в пределах только Челябинской области, без учёта Течи и ущерба на ПО «Маяк»), ориентировочно составляет более 8,2 млрд рублей (по состоянию и в ценах 1991 г.), из них ущерб от потери здоровья населением около 3 млрд руб. В 2002—2003 годах были проведены более точные измерения загрязнения почвы стронцием-90 и цезием-137. Были выявлены очаговые повышения уровня загрязнения (выше предусмотренных в НРБ-99), требующие вмешательства для снижения уровня в некоторых участках населённых пунктов Татарская Караболка, Новогорный, уровень загрязнения реки Караболка (приток Синары) ниже первоначального, но выше фонового. Наблюдались загрязнения атмосферного воздуха в Новогорном, Муслюмове, Худайбердинском (превышена доза в 1 мЗв/год). Сама территория загрязнения (с меньшими значениями чем в ВУРС) охватывала более широкую местность (особенно по цезию-137) и к югу доходила до Аргаяша, а в более восточном направлении от ВУРС наблюдались 2 сходных узко-вытянутых участка, захватывающие один — Кунашак, второй — Усть-Багаряк. По состоянию на 2009 год в воде реки Исеть (ниже устья Течи) и реки Миасс (у посёлка Мехонское, после разбавления воды Течи незаражёнными водами Миасса и верхнего течения Исети) содержание стронция-90 составляло 0,82 Бк/л, что в 6 раз ниже уровня, требующего неотложного вмешательства для снижения согласно НРБ-99/2009, но превышает фоновый для рек уровень приблизительно в 163 раза.
Рыба, вылавливаемая в части озёр и водоёмов, подвергшихся радиоактивному загрязнению, содержит повышенное количество радионуклидов и поныне (2017 г.).

## Меры по ликвидации последствий аварии

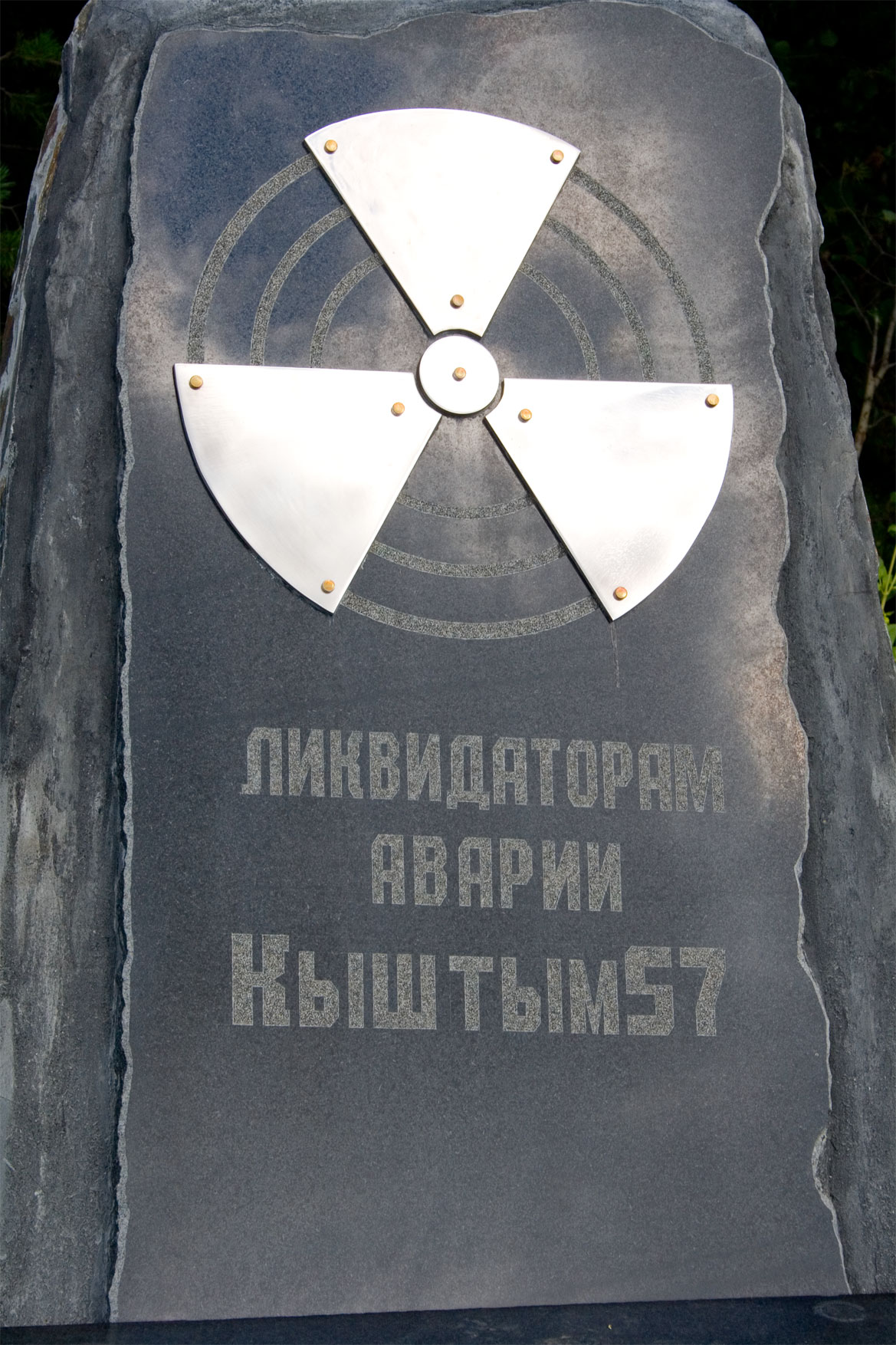
Памятник ликвидаторам аварии, установленный в г. Кыштыме

Ликвидация последствий аварии включала в себя комплекс мероприятий, направленных на восстановление работы предприятия, защиту населения (в том числе работников заводов предприятия) от поступления в организм радионуклидов и воздействия ионизирующего излучения, восстановление сельского и лесного хозяйства. Для ликвидации последствий аварии привлекались сотни тысяч военнослужащих и гражданских лиц (в том числе отмобилизованных), получивших значительные дозы облучения. Мероприятия эти проводились в несколько этапов:
- В течение первых суток после взрыва из зоны поражения были выведены военнослужащие воинской части и заключённые. Проводилась дезактивация территории предприятия и города (в первое время после аварии произошёл частичный вынос радионуклидов с первоначально заражённой территории, в частности на обуви и колёсах автотранспорта). Через 7-10 суток после взрыва было принято решение об отселении жителей населённых пунктов в радиусе до 22 км: Бердениш, Сатлыкова, Галикаева, Русская Караболка с общим числом жителей 1383 человек[19]. Люди были переселены в другие местности с предварительным проведением полной санитарной обработки (в том числе со сменой носимой одежды). Строения, домашние животные, вещи были уничтожены (разрушены, убиты) и захоронены на месте в вырытых траншеях. Эвакуация была запоздалой из-за проведения учёта и расчёта стоимости мероприятий. К тому времени эти жители уже получили эквивалентную дозу облучения в 52 бэр.
- В течение 2 лет дезактивировалась территория предприятия и города, были проведены выемка и захоронение 300 000 м³ верхнего слоя грунта. Были разработаны и внедрены предельно допустимые уровни загрязнения радионуклидами продуктов, кормов, их поступления в организм, в течение определённых промежутков времени не вызывающие патологических изменений. Было изъято и захоронено 1308 тонн зерна, 104 тонны мяса, 240 тонн картофеля, 66,6 тонн молока. Но радионуклиды на остальной не отселённой территории ВУРС продолжали поступать в организм жителей. Так, правительственная комиссия, образованная в ноябре 1957 года, провела обследования и установила, что к 3 февраля 1958 года населённые пункты Юго-Конёво, Алабуга и посёлок Конёвского вольфрамового рудника находятся в районе интенсивного загрязнения. Требовались отселение жителей загрязнённой зоны (4650 человек) и запашка расположенных в полосе загрязнения 25 000 га пахотных земель[36]. В результате спустя 330 суток после аварии с территории с уровнем заражения 80 Ки/км² по стронцию-90 было отселено ещё 3860 человек. Следующий этап эвакуации проживающего населения произошёл спустя 700 суток от аварии. Всего таким образом поэтапно было отселено 12 763 человек из 23 населённых пунктов.
- В 1958—1959 годах на территории ВУРС были проведены мероприятия, направленные на уменьшение разноса выпавших радионуклидов ветром из зоны на чистую территорию, невозможность повторного заселения в отселённых населённых пунктах, уменьшение уровня радиационного облучения работников сельского хозяйства. Для этого создавались специальные механизированные отряды, в основном из числа отмобилизованных граждан. В населённых пунктах были ликвидированы и захоронены строения, продовольствие, фураж и имущество жителей. На месте некоторых из них после захоронения были произведены сосновые насаждения. Была проведена дезактивация около 20 000 га пашен путём обычной и глубокой (до 60 см) перепашки. Для снижения пылеобразования при этом вспашка производилась плугами с предплужниками. В некоторых наиболее загрязнённых участках производилась выемка и захоронение грунта и засыпка чистым песком или грунтом. Была создана система радиационного контроля продовольствия, фуража и сельскохозяйственной продукции, перепрофилированы сами сельские хозяйства. Был сделан акцент на семеноводство (производство семенного материала для использования в качестве посевного материала в других хозяйствах региона) и животноводство (было выявлено, что в пищевой цепочке накопление радионуклидов в мягких тканях животных происходит значительно ниже, нежели в продуктах растениеводства). Вместо множества неконтролируемых мелких колхозов и индивидуальных хозяйств были созданы крупные специализированные государственные совхозы с централизованным управлением и контролем: Багарякский, Булзинский, имени Свердлова, Куяшский, Огнёвский, Тюбукский. Также, произведённая сельхозпродукция ограничивалась для доступа в другие регионы страны, а преимущественно направлялась, проходя строгий радиологический контроль, для использования внутри зоны ВУРС и на обеспечение города Челябинск-40.
- В конце 1959 года на территории, ограниченной изолинией с уровнем первоначального заражения в 4 Ки/км² по стронцию-90 (около 700 км²) была создана санитарно-защитная зона с запретом доступа населения и любого вида хозяйственной деятельности, в том числе сбора дикорастущих ягод, грибов, охоты, рыбной ловли во избежание заражения и выноса радионуклидов за её пределы. Соблюдение режима ограничения в зоне осуществляла милиция, санитарный контроль за радиационной обстановкой был возложен на санэпидслужбу. Земли в этой зоне решениями облисполкомов были изъяты из хозяйственного пользования. По периметру зоны строгой охраны была установлена зона наблюдения шириной до 5 км (учитывалась возможность выноса радионуклидов ветровой эрозией, водостоком, дикими животными). Были выведены из рыбопользования (в том числе из промышленной заготовки и переработки) и озёра с общей площадью 3 800 га: Алабуга, Бердениш, Большой Игиш, Куяныш (не следует путать с озёрами Куяш и Большой Куяш), Кожакуль, Малое Травяное, Малый Игиш, Травяное, Урускуль (не следует путать с озером Урукуль). Активность всех β-излучающих радионуклидов в некоторых водоёмах в головной части ВУРС доходила до 1000-10000 Бк/л[37].
- В 1960—1970 годах была обоснована возможность ведения сельского хозяйства на части отчуждённой территории с учётом некоторых ограничений, в частности выбора культур с низким накоплением стронция, специальных способов обработки почвы, содержания, кормления животных, переработки сельхозпродукции. К 1982 году было включено в хозяйственный оборот около 85 % ранее отчуждённой территории. Так, к 1990 году спецсельхозпредприятиями на территории с первоначальным уровнем загрязнения 150—370 кБк/м² по стронцию-90 было получено около 1 500 000 тонн зерна, 200 000 тонн молока, 60 000 тонн мяса, при этом было снижено содержание стронция-90 в молоке в 3-4 раза, в мясе в 2-7 раз, что соответствовало допустимым уровням для данной территории (не вызывающих статистически выявляемых отклонений в организме). Разрешён и рыбный промысел на озёрах кроме Урускуля и Бердениша (не считая спецводоёмов «В-3» — «В-17» ПО «Маяк»).

В апреле 1967 года в результате разноса ветром пыли, содержащей стронций-90, цезий-137, церий-144, с оголившихся береговых участков озера Карачай была дополнительно заражена начальная часть ВУРС (общая площадь заражения территорий вокруг озера преимущественно в восточном и северо-восточном направлении от озера, ограниченная изолинией в 0,2 Ки/км² по стронцию-90 составила 1660 км² при 800 Ки, по цезию-137 — 4650 км² при 2360 Ки). Впоследствии во избежание подобного озеро было законсервировано (заполнено полыми бетонными блоками и засыпано) и организовано наблюдение за его состоянием во избежание попадания вод озера в грунтовые воды и другие водоёмы в случае подземного дрейфа.
С 1968 года на месте санитарно-защитной зоны образован Восточно-Уральский государственный заповедник. В настоящий момент зона заражения, образовавшаяся при аварии 1957 года, именуется Восточно-Уральским радиоактивным следом.
Пострадавшие в ходе аварии, а также участники ликвидации последствий имеют социальные льготы и приравнены к пострадавшим и ликвидаторам Чернобыльской аварии (дожившие до официальной огласки и придания им статуса пострадавших в 1990-х годах).
При ликвидации последствий учитывался и опыт, накопленный в ходе решения проблем радиационного загрязнения реки Течи в 1949—1951 годах, изучение которого было начато в 1951 году за несколько лет до Кыштымской аварии. В свою очередь, опыт, накопленный в ВУРС, применялся в дальнейшем и при решении проблем, связанных с рекой и её поймой.

### Научный заповедник
В целях предупреждения опасного влияния загрязнённой территории на окружающее население в 1959 году правительство СССР приняло решение об образовании на этой части ВУРСа санитарно-защитной зоны с особым режимом. В неё вошла территория, ограниченная изолинией 2—4 кюри на квадратный километр по стронцию-90, площадью около 700 км². Земли этой зоны признаны временно непригодными для ведения сельского хозяйства. Здесь запрещается использовать земельные и лесные угодья, водоёмы, пахать и сеять, рубить лес, косить сено и пасти скот, охотиться, ловить рыбу, собирать грибы и ягоды. Без специального разрешения в зону никто не допускается. В 1968 году на этой территории создан Восточно-Уральский заповедник.
Вследствие того, что выпадение радионуклидов на местность произошло поздней осенью (к этому времени в данной местности большая часть растительности уже вошла в период покоя, процесс созревания молодых особей у большинства животных завершился), последствия воздействия ионизирующего излучения на дикую природную среду ярко начали проявляться только с весны 1958 года. Наблюдалось пожелтение крон сосен от частичного до полного в наиболее заражённых участках и разрежение крон берёз. К осени 1959 года полностью отмерли сосны при плотности заражения от 6,3-7,4 МБк/м² и выше по стронцию-90. Отмирание крон берёз наблюдалось при более высоком уровне загрязнения. Загрязнение вызвало и гибель части травянистых растений, повлияло и на некоторые виды теплокровных и холоднокровных животных, в том числе и на почвенные организмы. В последующем наблюдалось активное восстановление травяного покрова в видоизменённом составе (выяснилось, что у разных видов чувствительность, устойчивость, приспособляемость к воздействию ионизирующего излучения разная), чему способствовало увеличение инсоляции и изменение припочвенного микроклимата вследствие отсутствия верхнего яруса леса. Восстановлению берёз способствовала их способность образовывать поросли, отсутствующая у сосны. Приобретению радиорезистентности у растений и животных в зоне заражения способствовали повышенная элиминация (гибель) из популяции дефектных (с несовместимой мутацией, вызванной повышенным уровнем радиации) экземпляров и разбавление генома от здоровых организмов из незаражённой чистой местности (миграции животных, естественный перенос пыльцы и семян). По состоянию на 1980 год, ввиду полного распада короткоживущих радионуклидов, наблюдалось снижение поглощаемой дозы ионизирующего излучения (годовой) в сравнении с первоначальной: кронами сосен до 2000 раз, травами до 300 раз, кронами берёз до 100 раз, беспозвоночными животными до 10-30 раз.
В заповеднике с момента его создания отмечалось увеличение разнообразия и количества диких животных, что в первую очередь было связано с отсутствием влияния на среду обитания постоянного вмешательства людей (охота, земледелие, лесозаготовки, нахождение людей).
В результате радиоактивного распада выпадений, произошедших вследствие аварии 1957 года, площадь радиоактивного загрязнения территории заповедника сокращается. Поныне посещать заповедник нельзя, так как уровень радиоактивности в нём — по существующим нормам для человека — всё ещё очень высок. Атомный заповедник и по сей день играет важную роль в проведении научных исследований, связанных с радиацией.
При лесных пожарах в зоне ВУРС наблюдается попадание в воздух радиоактивных изотопов и перенос их воздушными массами на расстояние более 10 км, что фиксировалось, к примеру в 1996, 2004 и 2008 годах.

### Предупреждение других ЧП
После Кыштымской аварии советские учёные усилили разработку технологии переработки высокоактивных ядерных отходов методом витризации (остекловывания). В 1987 году на заводе «Маяк» эта технология поставлена на промышленную основу. Согласно отчёту «Маяка» за 2013 год: «За 23 года работы отделения остекловывания в четырёх последовательно вводимых в эксплуатацию электропечах остеклованы жидкие ВАО активностью 643 млн Ки, получено 6 200 т алюмофосфатного стекла».
Авария 1957 года с учётом других радиационных загрязнений территории области сформировала крайне негативное отношение населения к атомной энергии и всему, что с ней связано; в частности, это сказалось и на строительстве Южно-Уральской атомной электростанции (непосредственно возле ПО «Маяк», возле посёлка Метлино). К тому же на ней планировалось установить не опробованные ещё в эксплуатации реакторы БН-1200, а также не решены были вопросы с водоснабжением АЭС.

## Полученные дозы облучения
Как и в случае на Тече, в зоне ВУРС была выделена расширенная группа лиц (когорта) в количестве 30 417 человек (всего, вместе с Теченской, база данных включает около 80 000 человек), подвергшихся воздействию аварии, за которыми велось многолетнее медицинское наблюдение. В неё были включены жители отселённых населённых пунктов и неотселённых 13 населённых пунктов, тесно прилегающих с востока и запада снаружи к территории, ограниченной изолинией с уровнем загрязнения 2 Ки/км² по стронцию-90, родившихся до 1988 года, а также их потомки. Из них: родившиеся до аварии — около 18 000 человек, потомки первого и второго поколения переселённых — 9 492 человека, не отселённых — около 3 000 человек. При этом за 30 лет наблюдение за 19 % этих лиц было прекращено вследствие невозможности их отслеживания из-за миграции. Было установлено, что максимальная эффективная доза облучения, равная 1 Зв, была получена детьми, которым на момент аварии было 2-7 лет и которые были отселены в первые 7-14 дней, а также дети, которым было 1-2 года, не отселённые или отселённые позже.
Заболеваемость раком в неотселенной деревне Татарская Караболка в пять-шесть раз выше, чем в среднем по стране.
Значимых статистически выявляемых отклонений здоровья у населения на остальной территории ВУРС не наблюдалось.
Эффективная доза от внешнего γ-излучения была существенна только в течение нескольких месяцев после аварии, основной вклад внесло внутреннее β-излучение от поглощённых изотопов стронция-90 (органы-мишени: кости и красный костный мозг) и церия-144 (органы-мишени: желудочно-кишечный тракт и лёгкие). За 30 лет накопленная эффективная доза у жителей не отселённых и проживавших у границ зоны в среднем составила 1,2 сЗв (эквивалентная доза, на красный костный мозг составила при этом около 2,5 сЗв, на кости — около 8 сЗв).

## Информационное освещение аварии

### Дезинформация
После взрыва 29 сентября 1957 года поднялся столб дыма и пыли высотой до километра, который мерцал оранжево-красным светом. Это создавало иллюзию северного сияния. 6 октября 1957 года в газете «Челябинский рабочий» появилась следующая заметка:
В прошлое воскресенье вечером… многие челябинцы наблюдали особое свечение звёздного неба. Это довольно редкое в наших широтах свечение имело все признаки полярного сияния. Интенсивное красное, временами переходящее в слабо-розовое и светло-голубое свечение вначале охватывало значительную часть юго-западной и северо-восточной поверхности небосклона. Около 11 часов его можно было наблюдать в северо-западном направлении… На фоне неба появлялись сравнительно большие окрашенные области и временами спокойные полосы, имевшие на последней стадии сияния меридиональное направление. Изучение природы полярных сияний, начатое ещё Ломоносовым, продолжается и в наши дни. В современной науке нашла подтверждение основная мысль Ломоносова, что полярное сияние возникает в верхних слоях атмосферы в результате электрических разрядов… Полярные сияния… можно будет наблюдать и в дальнейшем на широтах Южного Урала.

### Рассекречивание информации об аварии
В течение длительного времени в Советском Союзе об этой крупной аварии ничего не сообщалось. Сведения скрывались официальными властями от населения страны и от жителей Уральского региона, оказавшегося в зоне радиоактивного загрязнения. Однако скрыть полностью аварию 1957 года оказалось практически невозможно, прежде всего из-за большой площади загрязнения радиоактивными веществами и вовлечения в сферу послеаварийных работ значительного числа людей, многие из которых разъехались потом по всей стране.
За рубежом факт аварии 1957 года на Урале стал быстро известен. Впервые об аварии в СССР сообщила 13 апреля 1958 года копенгагенская газета «Берлингске Туденде». Но это сообщение оказалось неточным. В нём утверждалось, что произошла какая-то авария во время советских ядерных испытаний в марте 1958 года. Природа аварии не была известной, но она, как сообщалось в этой газете, вызвала радиоактивные выпадения в СССР и близлежащих государствах. Несколько позже в докладе Национальной лаборатории США, расположенной в Лос-Аламосе, появилось предположение, что в Советском Союзе якобы произошёл ядерный взрыв во время больших военных учений. Спустя 20 лет в 1976 году учёный-биолог Жорес Медведев сделал первое краткое сообщение об аварии на Урале в английском журнале «New Scientist», вызвавшее на Западе большой резонанс. В 1979 году Ж. Медведев издал в США книгу под названием «Ядерная катастрофа на Урале», в которой приводились некоторые подлинные факты, касающиеся аварии 1957 года. Последовавший затем запрос активистов антиядерной организации «Critical Mass Energy Project» показал, что ЦРУ знало об инциденте до публикации, но умолчало о нём, что, по словам основателя «Critical Mass» Ральфа Нейдера, было вызвано желанием предотвратить неблагоприятные последствия для американской атомной индустрии.
В 1980 году появилась статья американских учёных из атомного центра Оук-Риджа под названием «Анализ ядерной аварии в СССР в 1957—1958 годах и её причины». Её авторы, специалисты-атомщики Д. Трабалка, Л. Эйсман и С. Ауэрбах впервые после Ж. Медведева признавали, что в СССР имела место крупная радиационная авария, связанная со взрывом радиоактивных отходов. Среди проанализированных источников были географические карты до и после инцидента, показавшие исчезновение названий ряда населённых пунктов и строительство водохранилищ и каналов в нижнем течении Течи; а также опубликованная статистика рыбных ресурсов.
В Советском Союзе факт взрыва на химкомбинате «Маяк» впервые подтвердили в июле 1989 года на сессии Верховного Совета СССР. Затем были проведены слушания по этому вопросу на совместном заседании комитета по экологии и комитета по здравоохранению Верховного Совета СССР с обобщённым докладом первого заместителя министра атомной энергетики и промышленности СССР Б. В. Никипелова. В ноябре 1989 года международная научная общественность была ознакомлена с данными о причинах, характеристиках, радиоэкологических последствиях аварии на симпозиуме Международного агентства по атомной энергии (МАГАТЭ). На этом симпозиуме с основными докладами об аварии выступали специалисты и учёные химкомбината «Маяк». При этом, тогда так и не было сообщено ни о событиях 1949—1956 годов, ни об обширных территориях болот со стоячей заражённой радионуклидами водой, ни об озере Карачай, ни о пострадавших населённых пунктах, и даже на слушаниях Верховного Совета 18 июля 1989 года заместитель директора Института биофизики академик АН СССР Л. А. Булдаков заявлял: «В течение трёх лет постоянно, систематически мы следили за здоровьем людей. Не удалось, к счастью, зафиксировать ни одной формы лучевой болезни».

### Комментарии очевидцев
О взрыве на «Маяке» на протяжении длительного времени общественность практически ничего не знала. Позднее, непонятно почему, авария была растиражирована в СМИ как «Кыштымская авария». В Кыштыме по этому случаю даже недавно был установлен обелиск, хотя этот город к данному событию не имеет никакого отношения. Да и Восточно-Уральский радиоактивный след (ВУРС), который образовался после 1957 года, не коснулся Кыштыма и его жителей.
— Член Общественной палаты ОГО, ликвидатор 1957 года, ветеран ПО «Маяк» и Минатома В. И. Шевченко

### Официальные власти региона в современности
В июле 2011 года администрация Челябинской области разместила запрос котировок на оказание услуг, включающий требование, по которому по первым десяти ссылкам поисковых систем Google и Яндекс по запросам, относящимся к Кыштымской аварии и проблемам экологии Карабаша, должны находиться материалы, содержащие «положительные или нейтральные оценки экологической ситуации в Челябинске и Челябинской области». К этому запросу котировок привлёк внимание СМИ Алексей Навальный. Представители правительства Челябинской области прокомментировали появление заказа необходимостью «избавляться от неактуального и не соответствующего действительности имиджа, навязанного радиофобами…», а также сообщили, что искажения информации об экологической ситуации в регионе не планировалось. Специалисты по поисковой оптимизации посчитали выбранный властями метод неэффективным, а к весне 2012 года администрация области отказалась от этого метода в пользу более традиционных инструментов, таких, как публикация рекламы в журналах.